# Braunsapis strandi
Braunsapis strandi är en biart som först beskrevs av Masi 1930.  Braunsapis strandi ingår i släktet Braunsapis och familjen långtungebin. Inga underarter finns listade.